# Inside of Emptiness
Inside of Emptiness este cel de-al șaptelea album solo al chitaristului american John Frusciante.